# Gran Premio del Portogallo 2020
Il Gran Premio del Portogallo 2020 è stata la dodicesima prova della stagione 2020 del campionato mondiale di Formula 1. La gara si è corsa domenica 25 ottobre all'Autódromo Internacional do Algarve, nei pressi della località di Portimão, ed è stata vinta dal britannico Lewis Hamilton su Mercedes, al novantaduesimo successo nel mondiale; Hamilton ha preceduto sotto la bandiera a scacchi il suo compagno di scuderia, il finlandese Valtteri Bottas e l'olandese Max Verstappen su Red Bull Racing-Honda.
Grazie alla vittoria del Gran Premio, Hamilton ha stabilito il nuovo record di vittorie (92) nella storia del campionato mondiale di Formula 1, staccando l'ex pilota tedesco sette volte campione del mondo di Formula 1 Michael Schumacher a quota 91 successi. Il britannico ha conquistato anche il diciottesimo hat trick nel campionato mondiale di Formula 1, ottenendo pole position, giro veloce e vittoria della gara.

## Vigilia

### Sviluppi futuri
L'esordio in calendario del Gran Premio del Vietnam, che si doveva svolgere su un tracciato cittadino, disegnato sulle strade della capitale Hanoi, dopo essere stato posticipato nei mesi precedenti, viene rimandato al 2021, a causa della pandemia di COVID-19. Previsto originariamente nel mese di aprile, si era ipotizzato di poter collocare la gara in novembre, ma gli organizzatori, dopo la decisione presa con Liberty Media, hanno annullato la gara, sia per motivi logistici e sia per via di un alto numero di casi di positività dettati dalla pandemia nel Paese. Il campionato quindi vede la conferma definitiva di 17 appuntamenti.
I due piloti della Haas, Romain Grosjean e Kevin Magnussen, i quali hanno corso con la scuderia rispettivamente dalla stagione 2016 e 2017, annunciano che a fine stagione lasceranno il team americano.

### Analisi per il campionato costruttori
La Mercedes comanda il campionato riservato ai costruttori, con 180 punti di vantaggio sulla Red Bull Racing. Per vincere il settimo titolo consecutivo, la scuderia tedesca deve ottenere 40 punti in più di quella austriaca. In caso di doppietta Mercedes e giro veloce, i due piloti della Red Bull Racing non dovrebbero fare meglio del nono e decimo posto.

### Aspetti tecnici
La Pirelli, fornitrice unica degli pneumatici, porta per questa gara le mescole denominate C1, C2 e C3, le tre più dure della gamma tra quelle disponibili. La casa italiana prevede di svolgere dei test con gomme di mescola della prossima stagione, da effettuare nel corso dei primi trenta minuti della seconda sessione di prove libere del venerdì. I piloti dovranno provare due differenti specifiche di pneumatici. Originariamente questi test sarebbero dovuti andare in scena in occasione del secondo appuntamento di Silverstone, nel Gran Premio del 70º Anniversario, ed a Barcellona, nel Gran Premio di Spagna. Dopo le problematiche agli pneumatici emerse nella seconda gara inglese, i test sono stati posticipati, scegliendo il circuito portoghese.
Il circuito utilizzato per il Gran Premio è l'Autódromo Internacional do Algarve. Esso presenta una lunghezza di 4 653 km e si snoda attraverso 15 curve, 9 a destra e 6 a sinistra. Il primo intermedio è posizionato 270 metri prima della VIP Tower (curva 5), mentre il secondo 80 metri dopo la Portimão (curva 11). Lo speed trap, ovvero il punto in cui viene rilevata la velocità massima, è posizionato 210 metri prima della prima curva. La distanza di gara prevista è di 66 giri, pari a 306,826 km.
La Federazione Internazionale dell'Automobile prevede una sola zona in cui potrà essere utilizzato il DRS, ovvero il rettilineo dei box. Il punto per la determinazione del distacco fra piloti è posizionato dopo la Sagres (curva 14).
La FIA colloca all'uscita della prima e della quarta curva i sensori per far rispettare ai piloti i limiti del tracciato, causa annullamento del tempo sul giro. Dopo la cancellazione di ben 125 tempi durante la prima e la seconda sessione di prove libere del venerdì, il direttore di gara, Michael Masi, comunica che a partire dalla terza sessione di prove libere del sabato vengono invalidati soltanto i tempi ottenuti qualora si vada oltre i cordoli con tutta la vettura.
Pierre Gasly della Scuderia AlphaTauri e Nicholas Latifi della Williams sono costretti a cambiare scocca della loro vettura; il francese a seguito dell'incendio verificatosi dopo un problema al propulsore durante la seconda sessione di prove libere, mentre il canadese per la scoperta di una crepa nel telaio della monoposto.

### Aspetti sportivi
A causa della pandemia di COVID-19, la FIA è stata costretta a modificare il calendario, annullando e spostando alcune gare. Il 24 luglio 2020 viene annunciato il ritorno, a distanza di 24 anni, del Gran Premio del Portogallo. Il calendario originale non prevedeva la tenuta di nessuna gara sul suolo portoghese. L'ultima edizione fu disputata durante la stagione 1996, sul circuito di Estoril, anche se la gara venne inserita nel calendario iridato provvisorio, sia nel 1997 che nel 1998, senza che però venisse poi confermata.
Anche in questa gara, come nelle tre precedenti, è consentita la partecipazione degli spettatori sulle tribune. Nonostante le problematiche dettate dalla pandemia di COVID-19, gli organizzatori annunciano la vendita di 46 000 biglietti per la gara, su una capienza di circa 75 000 posti dell'autodromo. Per via di un aumento dei casi di positività dettati dalla pandemia nel Paese e della quarantena obbligatoria, la capienza viene ridotta, fissando il nuovo limite massimo a 27 000 posti.
La gara si tiene nell'inedito Autódromo Internacional do Algarve, nei pressi di Portimão che, prima per la volta, ospita una gara valida per il campionato mondiale di Formula 1. È il quarto tracciato, dopo il circuito da Boavista di Porto nel 1958 e nel 1960, il circuito di Monsanto di Lisbona nel 1959 e il circuito di Estoril di Cascais tra il 1984 e il 1996, ad ospitare il Gran Premio del Portogallo, valido come prova del mondiale. A queste piste si aggiunge il circuito di Cascais della località omonima, che ospitò edizioni con vetture sport e Formula 3.
Il circuito ha ospitato i test invernali nel 2008 e la GP2 Series nel 2009, serie antenata dell'attuale Formula 2. In quell'occasione, tra i piloti partecipanti, ci furono anche due dei piloti impegnati in questo campionato: Nico Hülkenberg e Sergio Pérez della Racing Point: il primo con il ruolo di sostituto e il secondo da pilota titolare della scuderia.
Il Gran Premio è sponsorizzato da Heineken.
Dopo aver saltato la gara precedente, la prima edizione del Gran Premio dell'Eifel a causa di problemi di salute, ma aver scoperto la sua positività al SARS-CoV-2 il lunedì successivo alla disputa del Gran Premio e sostituito dal tedesco Nico Hülkenberg, il canadese Lance Stroll della Racing Point è regolarmente presente a questa gara. La scuderia riceve un avvertimento da parte della Federazione per non aver comunicato, nei tempi previsti dal protocollo introdotto a inizio stagione, la positività di Stroll, come era già accaduto a Valtteri Bottas e Charles Leclerc, prima del Gran Premio di Stiria, visto che erano rientrati presso le loro residenze.
L'ex pilota di Formula 1 Vitalij Petrov è nominato quale commissario aggiunto per la gara da parte della FIA. È la prima volta che il russo ricopre questo ruolo in un weekend di gara. Petrov lascia il ruolo di commissario dopo le qualifiche, a causa di un lutto familiare. Per la gara viene sostituito dal portoghese Bruno Correia, pilota della safety car della Formula E e del campionato WTCR, il quale anche lui ricopre, per la prima volta, questo ruolo.

## Prove

### Resoconto
Nella prima sessione di prove libere del venerdì solo le due Mercedes sono state capaci di scendere sotto il tempo del minuto e diciannove secondi. Valtteri Bottas ha preceduto di tre decimi Lewis Hamilton. Il finlandese ha colto il suo tempo con gomme medie, che presentano però, per le vetture tedesche, problemi di graining. Le Mercedes si sono dimostrate molto competitive anche con l'utilizzo della mescola più dura.
Max Verstappen è risultato terzo, staccato di quasi otto decimi dal tempo di Bottas; alle sue spalle si sono posizionati Charles Leclerc e Alexander Albon. L'altro pilota della Ferrari, Sebastian Vettel, risulta più staccato, ma ha utilizzato la prima parte della sessione per testare alcune innovazioni pensate dalla scuderia italiana per la vettura del 2021. Le condizioni della pista, poco gommata, la sua altimetria e la poca conoscenza della stessa da parte dei piloti, hanno portato a diversi errori di guida. L'unico inconveniente tecnico degno di nota è stato un problema alla power unit sulla Renault di Esteban Ocon.
L'Alfa Romeo Racing è stata multata di 200 euro da parte della FIA in quanto Kimi Räikkönen ha superato il limite di velocità nella corsia dei box.
Bottas si è confermato quale pilota più veloce, anche nella sessione pomeridiana del venerdì. Il pilota della Mercedes ha colto il nuovo record del tracciato, utilizzando gomme morbide, in una sessione caratterizzata da due interruzioni. La prima è stata dovuta all'esplosione della power unit sull'AlphaTauri di Pierre Gasly, che ha portato anche ad un principio d'incendio sulla vettura. Il francese era comunque riuscito a parcheggiare la monoposto alla tredicesima curva.
Pochi minuti dopo che si erano concluse le operazioni di recupero della vettura si è verificato un incidente tra la Racing Point di Lance Stroll e la Red Bull Racing di Max Verstappen. Le due vetture sono venute a contatto, alla prima curva, per un'incomprensione tra i due piloti. La sessione è ricominciata quando mancavano solo pochi minuti al termine della stessa, tanto che molti piloti hanno rinunciato a cercare un ultimo giro veloce. Tra questi Lando Norris, scalato fino al terzo posto, alle spalle proprio di Verstappen. La direzione di gara ha cancellato, inoltre, numerosissimi tempi, a causa del taglio dei limiti della pista stabiliti dalla FIA all'uscita della prima e quarta curva.
Come preannunciato nella prima mezz'ora della sessione, i team hanno potuto testare tre treni di gomme di mescole C2 e C3, nella configurazione per il 2021, con tre tipologie di costruzione diversa. Tutte le monoposto hanno affrontato la pista con 105 kg di benzina, per disporre di condizioni omogenee nella raccolta dei dati. Il più veloce è risultato Verstappen.
Al termine della sessione, Lance Stroll e Max Verstappen vengono convocati dai commissari sportivi per l'incidente avvenuto alla prima curva. I commissari hanno deciso di non penalizzare i piloti per essersi trattato di un concorso di colpe. Anche la Renault viene convocata dai commissari, in quanto sulla vettura di Daniel Ricciardo è stato montato uno pneumatico non corrispondente della stessa specifica predisposta dalla Federazione. La scuderia francese riceve un avvertimento.
Valtteri Bottas è ancora il più veloce, anche nella sessione del sabato. Il finlandese ha abbassato ancora il limite della pista, portandolo a 1'16"654. Si è fermato a soli 26 millesimi Lewis Hamilton, che però poi è uscito alla Lagos (curva 3), danneggiando l'alettone anteriore. Le Mercedes hanno rimontato nuovamente il dispositivo DAS (Dual Axis Steering), che era stato invece tolto per le libere del venerdì.
A meno di due decimi da Bottas ha chiuso Max Verstappen, che ha colto il tempo con gomme medie, mentre, quando è passato alle gomme morbide, non è riuscito a limare ancora la sua prestazione. Alle spalle dell'olandese è salito Pierre Gasly, mentre quinto è Alexander Albon. Il francese dell'AlphaTauri ha dovuto utilizzare un telaio di riserva, dopo l'incidente del venerdì, quando andò a fuoco il propulsore.
La sessione è stata chiusa anzitempo, quando Sebastian Vettel è andato largo alla Sagres (curva 14), facendo saltare un tombino.
Al termine delle prove, la Williams è convocata dai commissari in quanto George Russell ha superato la linea bianca d'uscita della pit lane nel momento in cui il semaforo della corsia dei box mostrava la luce rossa. Il pilota britannico riceve un avvertimento da parte della FIA.

### Risultati
Nella prima sessione del venerdì si è avuta questa situazione:
| Pos | Nº | Pilota          | Costruttore           | Tempo    | Gap    | Giri |
| --- | -- | --------------- | --------------------- | -------- | ------ | ---- |
| 1   | 77 | Valtteri Bottas | Mercedes              | 1'18"410 |        | 35   |
| 2   | 44 | Lewis Hamilton  | Mercedes              | 1'18"749 | +0"339 | 35   |
| 3   | 33 | Max Verstappen  | Red Bull Racing-Honda | 1'19"191 | +0"781 | 32   |

Nella seconda sessione del venerdì si è avuta questa situazione:
| Pos | Nº | Pilota          | Costruttore           | Tempo    | Gap    | Giri |
| --- | -- | --------------- | --------------------- | -------- | ------ | ---- |
| 1   | 77 | Valtteri Bottas | Mercedes              | 1'17"940 |        | 32   |
| 2   | 33 | Max Verstappen  | Red Bull Racing-Honda | 1'18"535 | +0"595 | 34   |
| 3   | 4  | Lando Norris    | McLaren-Renault       | 1'18"743 | +0"803 | 35   |

Nella sessione del sabato si è avuta questa situazione:
| Pos | Nº | Pilota          | Costruttore           | Tempo    | Gap    | Giri |
| --- | -- | --------------- | --------------------- | -------- | ------ | ---- |
| 1   | 77 | Valtteri Bottas | Mercedes              | 1'16"654 |        | 27   |
| 2   | 44 | Lewis Hamilton  | Mercedes              | 1'16"680 | +0"026 | 23   |
| 3   | 33 | Max Verstappen  | Red Bull Racing-Honda | 1'16"812 | +0"158 | 21   |

## Qualifiche

### Resoconto
A causa della necessità di risistemare il tombino sollevato, nel corso dell'ultima sessione di prove libere, da Sebastian Vettel, nella zona dell'ultima curva, l'inizio delle qualifiche deve essere rinviato di mezz'ora rispetto al previsto.
Il messicano della Racing Point, Sergio Pérez, è il primo pilota a far segnare un tempo, prima di essere battuto all'arrivo di Charles Leclerc. Il primo a scendere sotto il minuto e 18 secondi è Max Verstappen; poco dopo, l'arrivo delle Mercedes ribalta la classifica; Valtteri Bottas segna 1'17"064, contro il tempo di 1'17"114 di Lewis Hamilton. Risale terzo Pérez, mentre Gasly sale quinto, davanti alle McLaren. Cede al nono posto Verstappen, dietro anche a Lance Stroll, con la pista che diventa ancora più veloce. Bottas segna 1'16"945, prima che Verstappen, con 1'16"879, si trovi al comando. Tocca poi a Hamilton, che migliora il limite, in 1'16"828, con un giro comunque sporcato da un errore nel terzo settore della pista.
Quando mancano circa tre minuti al termine della sessione, Romain Grosjean si migliora, tanto da uscire dalla zona dei tempi a rischio di eliminazione, mentre Daniil Kvjat rimonta fino al dodicesimo posto. Il pilota della Williams, Nicholas Latifi, vede il suo miglior tempo cancellato, per aver oltrepassato i limiti del tracciato. Tale tempo gli avrebbe consentito di qualificarsi, almeno provvisoriamente, alla Q2. Kimi Räikkönen batte il tempo di Grosjean, respingendolo in zona pericolosa. Tra i migliori, Gasly riagguanta il quarto tempo e Vettel il settimo. George Russell, l'altro pilota della Williams, sale quindicesimo e passa alla fase successiva. Sono eliminati i due piloti dell'Alfa Romeo Racing, i due della Haas e Latifi.
In Q2 solo le Mercedes e le Ferrari iniziano il turno montando gomme a mescola media. Tutti gli altri 13 piloti optano per gomme a mescola morbida. Valtteri Bottas coglie il tempo di 1'16"466, mentre i due piloti della Ferrari scelgono due giri di riscaldamento consecutivi, prima di cercare il tempo. Vettel è decimo mentre Leclerc è sesto, a pari tempo con Gasly. Hamilton ha fallito nel suo primo giro veloce, a causa della presenza della monoposto di Vettel, in una curva, mentre Sergio Pérez e Lando Norris si piazzano alle spalle di Bottas. In seguito scala al secondo posto Lewis Hamilton, staccato di 358 millesimi da Bottas; risale al decimo posto Esteban Ocon, che elimina così, almeno per il momento, Stroll. Poco dopo sale al quinto posto Carlos Sainz Jr., su una pista che continua a migliorare nettamente.
Sebastian Vettel tenta un secondo giro veloce, montando ancora una volta gomme con mescola media: migliora ma è solo quattordicesimo. Chi migliora nettamente è Verstappen, ora terzo, che però si lamenta del poco grip delle gomme. Leclerc, sempre con gomme medie, è invece ottavo. Non si migliorano Kvjat, Ricciardo e Albon. Negli ultimi istanti della fase sembrano poter invece abbassare i loro tempi Leclerc, Norris e Russell. Quest'ultimo ottiene un tempo migliore di quello di Vettel, ma non sufficiente per andare in Q3. Daniel Ricciardo esce di pista nel suo ultimo giro veloce: la sua Renault batte contro le barriere, danneggiando irreparabilmente l'alettone posteriore. L'australiano si qualifica per la fase decisiva, ma non vi prenderà parte, per l'impossibilità di sistemare la vettura in tempo. I piloti eliminati, al termine della Q2, sono Ocon, Stroll, Kvjat, Russell e Vettel.
A sorpresa, all'inizio della fase decisiva, Bottas segna il peggior tempo delle sue qualifiche, in 1'16"987. Fa anche peggio, di 47 millesimi, Hamilton. È terzo Charles Leclerc, che è l'unico pilota che non opta per due giri di riscaldamento, prima del giro rapido. Seguono Pérez e Albon, che ha montato gomme medie e non morbide. Max Verstappen scavalca Leclerc, posizionandosi a 121 millesimi da Bottas. Albon si lancia per un secondo giro consecutivo veloce, si migliora, ma resta settimo. Pierre Gasly ha un solo treno di gomme soft, per cui deve limitare la sua performance in Q3 ad un solo giro rapido. Il francese si porta ad oltre un secondo dal tempo di Hamilton, che è ritornato al comando della classifica dei tempi, con 1'16"934. Bottas, montando gomme medie, si riprende ancora il miglior tempo, con 1'16"754.
Hamilton effettua ancora un tentativo veloce, che gli consente di battere ancora Bottas e conquistare la sua novantasettesima pole position nel mondiale di Formula 1. La prima fila è monopolizzata dalle due Mercedes, per la settantatreesima volta nella storia del mondiale. La seconda fila è per Verstappen e Leclerc. Grazie alla nona pole position stagionale, Hamilton conquista anche il Trofeo Pole FIA, il quinto in carriera, da quando il premio è stato introdotto nella stagione 2014.
Al termine delle qualifiche, Sergio Pérez e Pierre Gasly vengono convocati dai commissari sportivi, in quanto, nello specifico, Pérez ha ostacolato Gasly, durante una fase della Q2. Il pilota messicano della Racing Point riceve una reprimenda.

### Risultati
Nella sessione di qualifica si è avuta questa situazione:
| Pos                         | Nº | Pilota             | Costruttore               | Q1       | Q2       | Q3          | Griglia |
| --------------------------- | -- | ------------------ | ------------------------- | -------- | -------- | ----------- | ------- |
| 1                           | 44 | Lewis Hamilton     | Mercedes                  | 1'16"828 | 1'16"824 | 1'16"652    | 1       |
| 2                           | 77 | Valtteri Bottas    | Mercedes                  | 1'16"945 | 1'16"466 | 1'16"754    | 2       |
| 3                           | 33 | Max Verstappen     | Red Bull Racing-Honda     | 1'16"879 | 1'17"038 | 1'16"904    | 3       |
| 4                           | 16 | Charles Leclerc    | Ferrari                   | 1'17"421 | 1'17"367 | 1'17"090    | 4       |
| 5                           | 11 | Sergio Pérez       | Racing Point-BWT Mercedes | 1'17"370 | 1'17"129 | 1'17"223    | 5       |
| 6                           | 23 | Alexander Albon    | Red Bull Racing-Honda     | 1'17"435 | 1'17"411 | 1'17"437    | 6       |
| 7                           | 55 | Carlos Sainz Jr.   | McLaren-Renault           | 1'17"627 | 1'17"183 | 1'17"520    | 7       |
| 8                           | 4  | Lando Norris       | McLaren-Renault           | 1'17"547 | 1'17"321 | 1'17"525    | 8       |
| 9                           | 10 | Pierre Gasly       | AlphaTauri-Honda          | 1'17"209 | 1'17"367 | 1'17"803    | 9       |
| 10                          | 3  | Daniel Ricciardo   | Renault                   | 1'17"621 | 1'17"481 | senza tempo | 10      |
| 11                          | 31 | Esteban Ocon       | Renault                   | 1'17"775 | 1'17"614 | N.D.        | 11      |
| 12                          | 18 | Lance Stroll       | Racing Point-BWT Mercedes | 1'17"667 | 1'17"626 | N.D.        | 12      |
| 13                          | 26 | Daniil Kvjat       | AlphaTauri-Honda          | 1'17"841 | 1'17"728 | N.D.        | 13      |
| 14                          | 63 | George Russell     | Williams-Mercedes         | 1'17"931 | 1'17"788 | N.D.        | 14      |
| 15                          | 5  | Sebastian Vettel   | Ferrari                   | 1'17"446 | 1'17"919 | N.D.        | 15      |
| 16                          | 7  | Kimi Räikkönen     | Alfa Romeo Racing-Ferrari | 1'18"201 | N.D.     | N.D.        | 16      |
| 17                          | 99 | Antonio Giovinazzi | Alfa Romeo Racing-Ferrari | 1'18"323 | N.D.     | N.D.        | 17      |
| 18                          | 8  | Romain Grosjean    | Haas-Ferrari              | 1'18"364 | N.D.     | N.D.        | 18      |
| 19                          | 20 | Kevin Magnussen    | Haas-Ferrari              | 1'18"508 | N.D.     | N.D.        | 19      |
| 20                          | 6  | Nicholas Latifi    | Williams-Mercedes         | 1'18"777 | N.D.     | N.D.        | 20      |
| Tempo limite 107%: 1'22"205 |    |                    |                           |          |          |             |         |

In grassetto sono indicate le migliori prestazioni in Q1, Q2 e Q3.

## Gara

### Resoconto
Partono con gomme medie le due Mercedes e Charles Leclerc, mentre gli altri piloti nelle prime file utilizzano gomme morbide.
Proprio al via inizia a scendere una leggera pioggia che influenza il primo giro. Lewis Hamilton mantiene il comando, mentre Valtteri Bottas è passato da Max Verstappen, ma riesce, già nelle prime curve, a riprendere il secondo posto. Verstappen viene attaccato da Sergio Pérez, con i due che vanno a contatto: Pérez va in testacoda ed è costretto ai box, mentre Verstappen cede diverse posizioni. Bottas passa, nel frattempo, Hamilton, molto lento. Poco dopo arriva sul duo della Mercedes Carlos Sainz Jr. che, grazie alle gomme morbide, si piazza al comando della gara. L'altra McLaren, quella di Lando Norris, è quarta, seguita da Max Verstappen e Kimi Räikkönen, autore di una strepitosa rimonta che già nel corso del primo giro gli fa guadagnare ben 10 posizioni rispetto al 16º posto da cui partiva. Seguono poi Daniel Ricciardo, Charles Leclerc e Pierre Gasly.
Lo spagnolo della McLaren mantiene il comando fino al quinto giro, quando viene sorpassato da Bottas. Le gomme medie, montate sulle vetture tedesche, iniziano a funzionare meglio rispetto alle gomme morbide. Nel frattempo Max Verstappen ha passato Norris, per il quarto posto. Al sesto giro Leclerc passa Ricciardo e il giro successivo Sainz Jr. cede la posizione a Hamilton, che ora è a meno di due secondi dal capofila Bottas. All'ottavo passaggio anche Max Verstappen prende la posizione a Sainz Jr., mentre Leclerc scalza Kimi Räikkönen dal sesto posto. Il pilota dell'Alfa Romeo Racing cede, nei giri successivi, diverse posizioni, a piloti più rapidi. Il monegasco passa poi anche Norris. All'undicesimo giro Gasly strappa il settimo posto a Norris, mentre, il giro seguente, Charles Leclerc supera Sainz Jr.
La classifica recita Valtteri Bottas primo, seguito da Lewis Hamilton, Max Verstappen, Charles Leclerc, Carlos Sainz Jr., Lando Norris, Pierre Gasly, Daniel Ricciardo e Lance Stroll. Gasly passa Norris, al tredicesimo giro. Al quindicesimo giro si ferma Ricciardo, che monta gomma di mescola media. Quattro giri dopo Stroll tenta di superare Norris, le due vetture vanno a contatto, alla prima curva, ed entrambi i piloti sono costretti alla sosta ai box. La direzione di gara penalizza di cinque secondi il canadese della Racing Point. Il giro successivo Hamilton supera Bottas per il primo posto. Il finlandese non riesce a trovare un ritmo costante e perde subito dal suo compagno di scuderia. Al ventesimo giro si ferma anche Verstappen, che opta per gomme medie. Al trentesimo giro va alla sosta Sainz Jr..
Lewis Hamilton amplia il suo vantaggio a otto secondi, mentre terzo è Charles Leclerc, staccato di 26 secondi dall'inglese. I primi tre della graduatoria non hanno ancora cambiato i loro pneumatici. Al trentaquattresimo giro Pérez, con un duello acceso, passa Ocon, che non ha ancora effettuato la sosta, per il quinto posto. Leclerc si ferma a montare gomme medie al trentacinquesimo giro, mentre Hamilton attende il quarantunesimo passaggio. Il giro dopo è il turno per Bottas. Anche i piloti della Mercedes decidono di completare la gara su gomme medie. Dopo queste soste la classifica vede sempre Lewis Hamilton primo, davanti a Valtteri Bottas, Max Verstappen, Charles Leclerc, Sergio Pérez, Esteban Ocon e Daniel Ricciardo.
Hamilton allarga ancora il margine su Bottas mentre, al quarantaseiesimo giro, Gasly prende la settima posizione a Ricciardo. Nello stesso giro si ferma, per la seconda volta, dopo il pit stop al primo giro, Pérez. Il messicano monta gomme morbide. Ocon, che non ha ancora cambiato pneumatici, attende fino alla cinquantaduesima tornata: rientra in pista ottavo. Anche il pilota della Renault decide di utilizzare le gomme di mescola più morbida. Si ritira, per un problema tecnico, Stroll.
La pioggia fa, a tratti, ancora la sua comparsa sulla pista, ma l'intensità delle precipitazioni è debolissima. Ciò che da maggior disturbo ai piloti è, invece, il vento. Negli ultimi giri Hamilton e Bottas duellano, ma solo per il punto addizionale dato dal giro veloce, visto che il campione del mondo comanda con largo margine. A pochi giri dal termine sia Pierre Gasly che Carlos Sainz Jr. si avvicinano a Pérez, ormai in crisi con gli pneumatici. Entrambi passano il messicano della Racing Point, anche se il francese dell'AlphaTauri viene chiuso rudemente da Pérez, nel suo primo tentativo di sorpasso.
Lewis Hamilton conquista la sua novantaduesima vittoria nel mondiale di Formula 1, cogliendo così il nuovo record di Gran Premi vinti nella storia del mondiale. Completano il podio Valtteri Bottas e Max Verstappen.

### Risultati
I risultati del Gran Premio sono i seguenti:
| Pos | Nº | Pilota             | Costruttore               | Giri | Tempo/Ritiro       | Griglia | Punti |
| --- | -- | ------------------ | ------------------------- | ---- | ------------------ | ------- | ----- |
| 1   | 44 | Lewis Hamilton     | Mercedes                  | 66   | 1h29'56"828        | 1       | 26    |
| 2   | 77 | Valtteri Bottas    | Mercedes                  | 66   | +25"592            | 2       | 18    |
| 3   | 33 | Max Verstappen     | Red Bull Racing-Honda     | 66   | +34"508            | 3       | 15    |
| 4   | 16 | Charles Leclerc    | Ferrari                   | 66   | +1'05"312          | 4       | 12    |
| 5   | 10 | Pierre Gasly       | AlphaTauri-Honda          | 65   | +1 giro            | 9       | 10    |
| 6   | 55 | Carlos Sainz Jr.   | McLaren-Renault           | 65   | +1 giro            | 7       | 8     |
| 7   | 11 | Sergio Pérez       | Racing Point-BWT Mercedes | 65   | +1 giro            | 5       | 6     |
| 8   | 31 | Esteban Ocon       | Renault                   | 65   | +1 giro            | 11      | 4     |
| 9   | 3  | Daniel Ricciardo   | Renault                   | 65   | +1 giro            | 10      | 2     |
| 10  | 5  | Sebastian Vettel   | Ferrari                   | 65   | +1 giro            | 15      | 1     |
| 11  | 7  | Kimi Räikkönen     | Alfa Romeo Racing-Ferrari | 65   | +1 giro            | 16      |       |
| 12  | 23 | Alexander Albon    | Red Bull Racing-Honda     | 65   | +1 giro            | 6       |       |
| 13  | 4  | Lando Norris       | McLaren-Renault           | 65   | +1 giro            | 8       |       |
| 14  | 63 | George Russell     | Williams-Mercedes         | 65   | +1 giro            | 14      |       |
| 15  | 99 | Antonio Giovinazzi | Alfa Romeo Racing-Ferrari | 65   | +1 giro            | 17      |       |
| 16  | 20 | Kevin Magnussen    | Haas-Ferrari              | 65   | +1 giro            | 19      |       |
| 17  | 8  | Romain Grosjean    | Haas-Ferrari              | 65   | +1 giro            | 18      |       |
| 18  | 6  | Nicholas Latifi    | Williams-Mercedes         | 64   | +2 giri            | 20      |       |
| 19  | 26 | Daniil Kvjat       | AlphaTauri-Honda          | 64   | +2 giri            | 13      |       |
| Rit | 18 | Lance Stroll       | Racing Point-BWT Mercedes | 51   | Danni da incidente | 12      |       |

Lewis Hamilton riceve un punto addizionale per aver segnato il giro più veloce della gara.

## Classifiche mondiali

### Piloti
| Pos | Pilota             | Punti |
| --- | ------------------ | ----- |
| 1   | Lewis Hamilton     | 256   |
| 2   | Valtteri Bottas    | 179   |
| 3   | Max Verstappen     | 162   |
| 4   | Daniel Ricciardo   | 80    |
| 5   | Charles Leclerc    | 75    |
| 6   | Sergio Pérez       | 74    |
| 7   | Lando Norris       | 65    |
| 8   | Alexander Albon    | 64    |
| 9   | Pierre Gasly       | 63    |
| 10  | Carlos Sainz Jr.   | 59    |
| 11  | Lance Stroll       | 57    |
| 12  | Esteban Ocon       | 40    |
| 13  | Sebastian Vettel   | 18    |
| 14  | Daniil Kvjat       | 14    |
| 15  | Nico Hülkenberg    | 10    |
| 16  | Antonio Giovinazzi | 3     |
| 17  | Kimi Räikkönen     | 2     |
| 18  | Romain Grosjean    | 2     |
| 19  | Kevin Magnussen    | 1     |

### Costruttori
| Pos | Costruttore               | Punti |
| --- | ------------------------- | ----- |
| 1   | Mercedes                  | 435   |
| 2   | Red Bull Racing-Honda     | 226   |
| 3   | Racing Point-BWT Mercedes | 126   |
| 4   | McLaren-Renault           | 124   |
| 5   | Renault                   | 120   |
| 6   | Ferrari                   | 93    |
| 7   | AlphaTauri-Honda          | 77    |
| 8   | Alfa Romeo Racing-Ferrari | 5     |
| 9   | Haas-Ferrari              | 3     |

## Decisioni della FIA
Al termine della gara, Sergio Pérez e Pierre Gasly vengono convocati dai commissari sportivi a causa di una manovra giudicata pericolosa da parte di Pérez, nel difendersi da un tentativo di sorpasso di Gasly. Il pilota messicano della Racing Point riceve una reprimenda.